# Алёнка (приток Оки)
Алёнка — река в России, протекает в Рязанской области. Правый приток Оки.

## География
Река Алёнка берёт начало у деревни Шатилово Спасского района. Течёт на северо-восток по территории Шиловского района. Устье реки находится у села Муратово в 588 км по правому берегу реки Оки. Длина реки составляет 11 км. Вблизи устья Алёнка сливается со своим левым притоком, рекой Студенец.

## Данные водного реестра
По данным государственного водного реестра России относится к Окскому бассейновому округу, водохозяйственный участок реки — Ока от города Рязань до водомерного поста у села Копоново, без реки Проня, речной подбассейн реки — бассейны притоков Оки до впадения Мокши. Речной бассейн реки — Ока.
По данным геоинформационной системы водохозяйственного районирования территории РФ, подготовленной Федеральным агентством водных ресурсов:
- Код водного объекта в государственном водном реестре — 09010102212110000025881
- Код по гидрологической изученности (ГИ) — 110002588
- Код бассейна — 09.01.01.022
- Номер тома по ГИ — 10
- Выпуск по ГИ — 0